# مانوج رودريغو
مانوج رودريغو (1 نوفمبر 1983 - ) هو لاعب كريكت سريلانكي.